# Битва под Бужином (1662)
Битва под Бужином — сражение 13 августа (3 августа по старому стилю) 1662 года; эпизод русско-польской войны (1654—1667) и украинской Руины (1657—1687). Войско крымских татар и правобережные казаки Юрия Хмельницкого нанесли поражение отряду царских войск и левобережным казакам, остановив их продвижение на Правобережную Украину.

## Предыстория
Потерпев крупное поражение в битве под Каневом, Хмельницкий был вынужден отказаться от своих планов подчинить левый берег Днепра и бежал на Правобережье. За ним устремились царские ратники под командованием стольника Михаила Приклонского и полк Василия Золотаренко. Вскоре они овладели Черкассами и Корсунем и вышли к переправе у Бужина.
Основные русские силы под командованием Григория Ромодановского спустились по Днепру и должны были соединиться с Приклонским, чтобы идти на Чигирин. Однако пока обе армии стояли на разных берегах Днепра, на Приклонского и Золотаренко неожиданно напал Хмельницкий. Ему удалось сформировать 5-тысячный отряд из Подольского и Брацлавского полков, но главной ударной силой стали подоспевшие ему на помощь крымские татары под командованием царевичей Селим-Гирея (будущего хана) и Мухаммед-Гирея, численностью около 20 000 человек.

## Ход сражения
Разбив 11 (1) августа под Крыловом небольшой отряд царских войск и левобережных казаков, 13 (3) августа крымские татары и Хмельницкий атаковали войско Приклонского и Золотаренко, ждавшее соединения с Ромодановским на правом берегу Днепра у Бужина. Отаборившийся отряд Приклонского успешно отбивался, пытаясь дождаться подкрепления с противоположного берега, которое на лодках и паромах готовил Ромодановский. Однако казаки Золотаренко не выдержали натиска превосходящего противника и побежали, спасаясь вплавь. Русские войска отступили более организованно, часть войск переправилась через реку на лодках и паромах, часть вплавь. Удалось спасти почти всю артиллерию, однако стойкие арьергардные подразделения, прикрывавшие переправу, были почти целиком перебиты или пленены. Некоторую помощь артиллерийским огнём оказал с другого берега Ромодановский.

## Последствия
Русские потеряли около 300 человек и 3 пушки, потери Золотаренко были значительно больше. Юрий Хмельницкий в реляции королю Яну II Казимиру представил данное сражение великой победой, многократно преувеличив потери своих противников.
Вследствие битвы русские и левобережные войска, ввиду численного превосходства противника, отступили по левому берегу к северу за реку Сулу, отбив на переправе преследовавшие их крымские войска и Хмельницкого. Неудача под Бужином не позволила русской стороне закрепиться на правом берегу Днепра.
Орда, выручившая из трудного положения Хмельницкого, взяла дорогую плату за оказанную помощь. Распустив загоны от Днепра до Лубен, татары погнали в ясырь всё захваченное ими население края. Хмельницкому победа не компенсировала утрату авторитета военачальника в разгромной битве под Каневом, и вскоре он сложил гетманскую булаву.